# James Lancaster (Schauspieler)
James Lancaster (* vor 1983) ist ein irischer Schauspieler.
James Lancaster startete am Trinity College Dublin als Theaterdarsteller und ist seit Anfang der 1980er Jahre als Film- und Fernsehschauspieler tätig. Hierfür zog er in die Vereinigten Staaten. In zahlreichen Nebenrollen verkörpert er überwiegend seriöse Typen, wie Ärzte, Anwälte oder Priester. In James Camerons Titanic spielte er den Priester Thomas Byles, in der US-Seifenoper Zeit der Sehnsucht war er als Father Tim Jansen zu sehen. Sein Schaffen umfasst mehr als drei Dutzend Produktionen.

## Filmografie (Auswahl)
- 1983: Les poneys sauvages (Fernsehserie, 4 Folgen)
- 1990: Stirb langsam 2 (Die Hard 2: Die Harder)
- 1993: Gettysburg
- 1994: Leprechaun 2
- 1997: Titanic
- 2000: Lost Souls – Verlorene Seelen (Lost Souls)
- 2003–2009: Zeit der Sehnsucht (Days of Our Lives, Fernsehserie, 52 Folgen)
- 2004: Spanglish
- 2006: Prestige – Die Meister der Magie (The Prestige)
- 2007: Pirates of the Caribbean – Am Ende der Welt (Pirates of the Caribbean: At World’s End)
- 2015: Hot in Cleveland (Fernsehserie, eine Folge)